# ویلیام هایدن انگلیش
ویلیام هایدن انگلیش (انگلیسی: William Hayden English; ۲۷ اوت ۱۸۲۲ – ۷ فوریهٔ ۱۸۹۶) سیاست‌مدار اهل ایالات متحده آمریکا بود. انگلیش از نمایندگان کنگره آمریکا از ایالت ایندیانا و از اعضاء نمایندگان دموکرات در مجلس نمایندگان ایالات متحده آمریکا بود.